# Climacium dendroides
Climacium dendroides là một loài Rêu trong họ Climaciaceae. Loài này được (Hedw.) F. Weber & D. Mohr miêu tả khoa học đầu tiên năm 1804.

## Hình ảnh

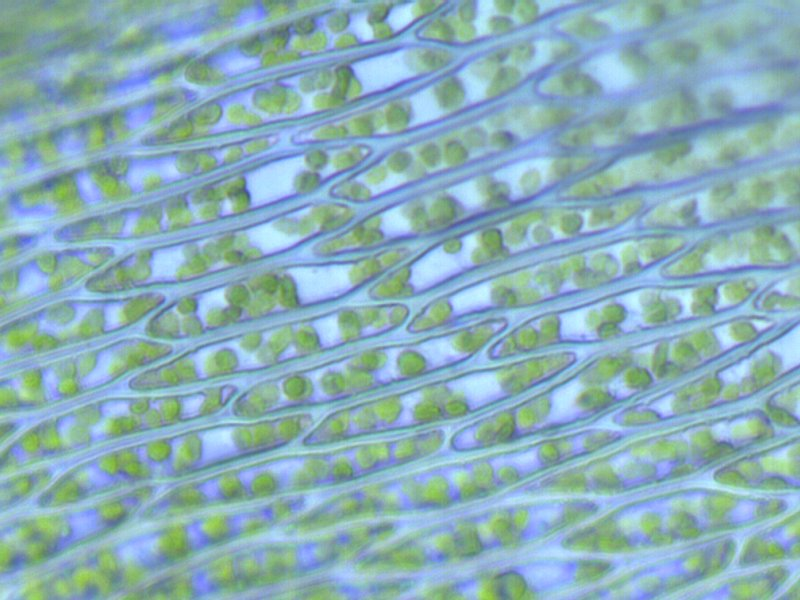
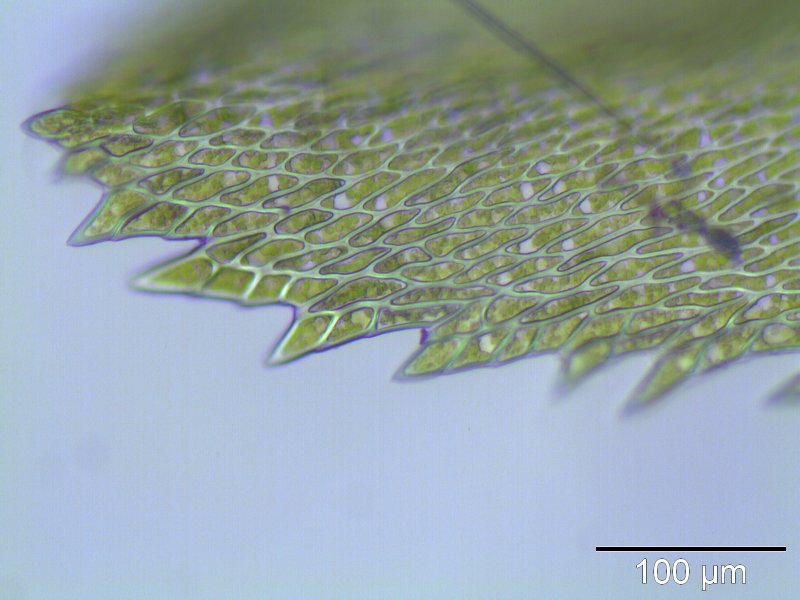
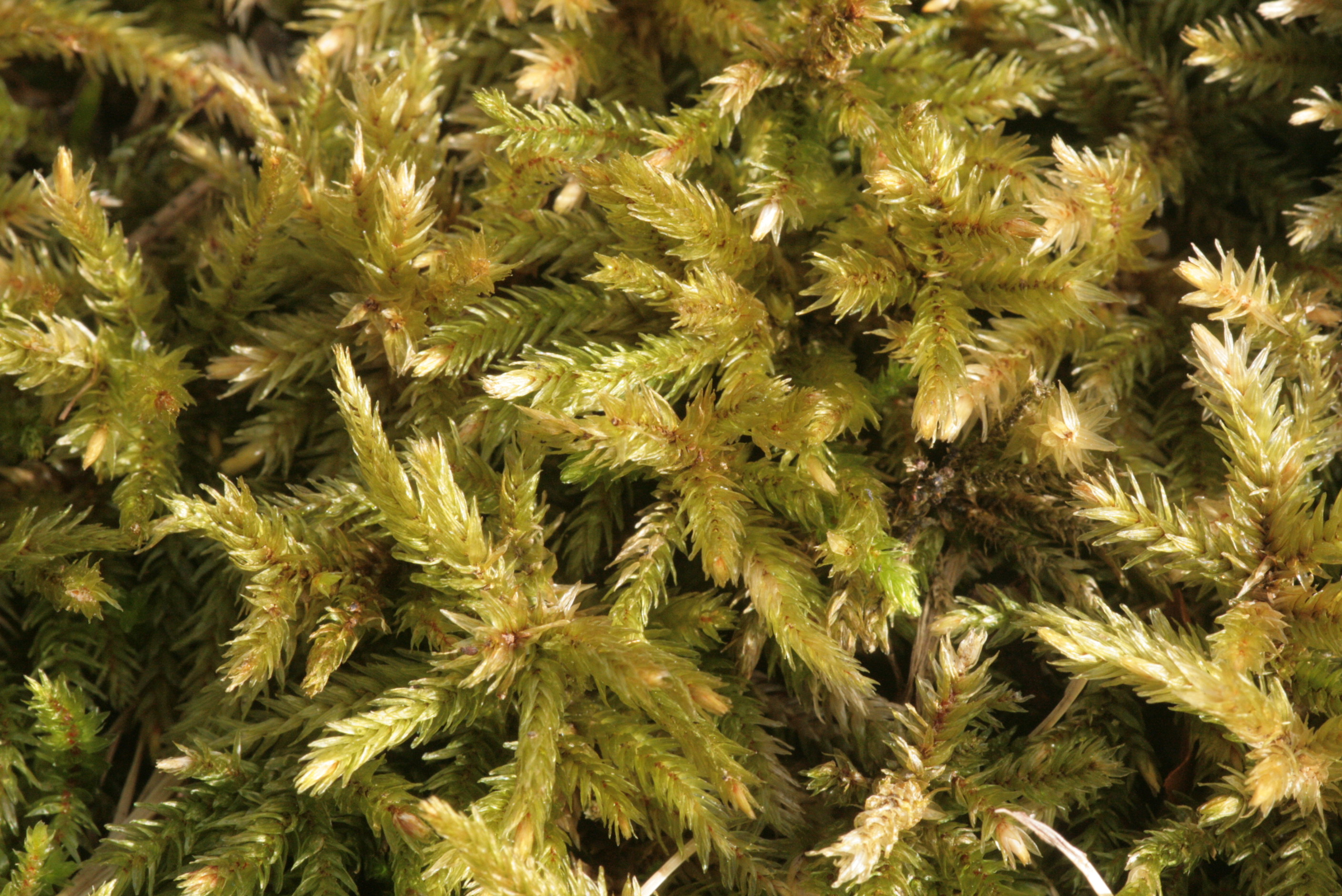
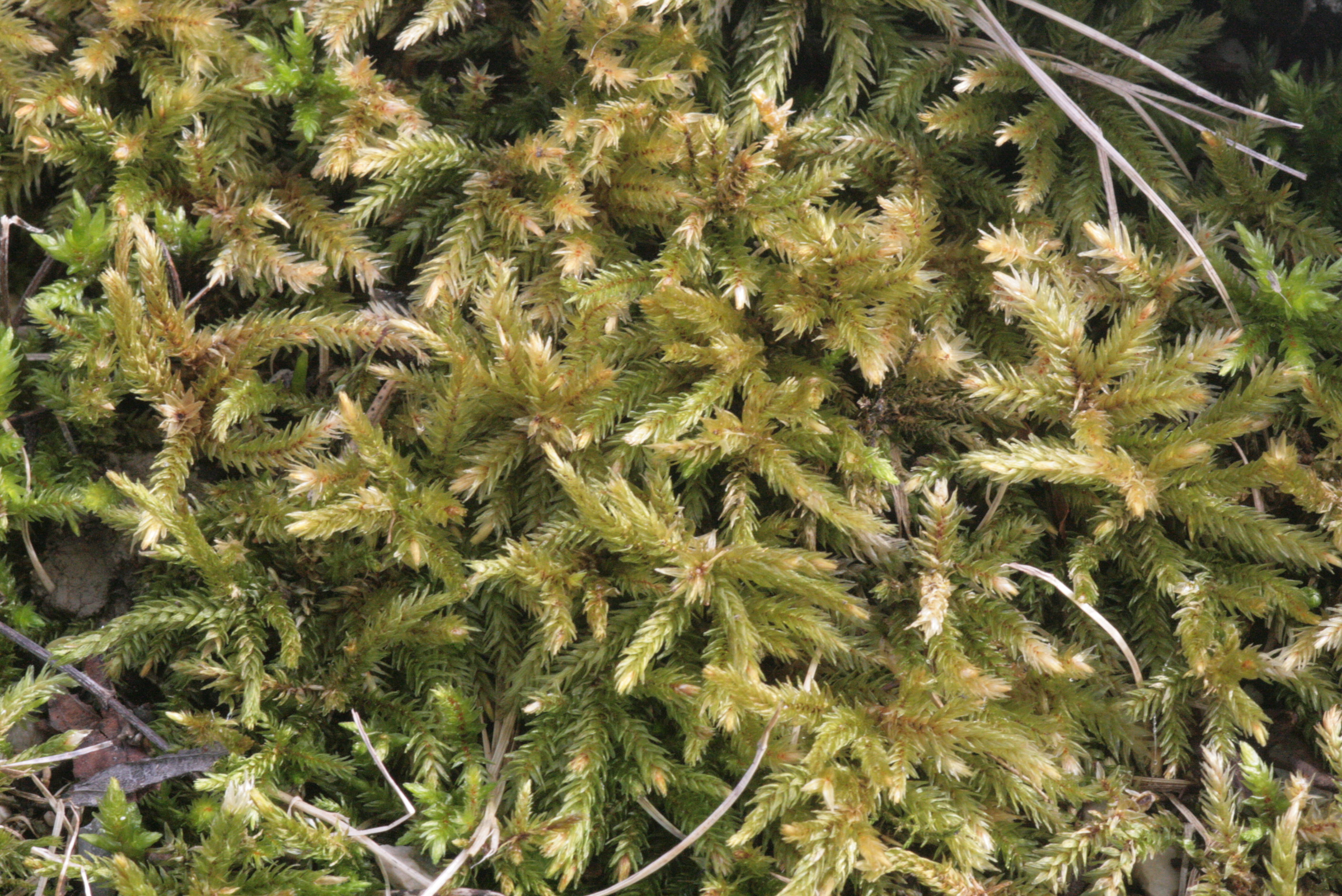